# ケプラー19c
ケプラー19c(英語:Kepler-19c)とは地球からこと座約700光年にある太陽に非常によく似た恒星、ケプラー19を公転している2つの太陽系外惑星の内のひとつである。

## 発見
元々、ケプラー19系にはケプラー19bという太陽系外惑星が見つかっていた。この惑星は地球の2倍の半径を持ち、恒星からわずか1300万kmの距離を9日と7時間で公転している。ケプラー19bは発見当初、単独の惑星とされていたが、その後の観測によってケプラー19bの公転周期が5分ほど変動していることが分かった。これはケプラー19bのそばにもう1つ、惑星が存在する事を示唆していた。このことによりケプラー19cが発見された。

## 物理的特徴
ケプラー19cは今まで直接観測(トランジットも含む)された事がない為、物理的特徴はほとんど明らかになっていない。ケプラー19bの公転周期の変動から質量は木星の6倍未満、公転周期は160日未満とされていたが現在は公転周期は約29日、質量が地球の13倍と大きく修正されている。この詳細については、公転周期5日の岩石惑星や公転周期100日のガス惑星など様々な憶測が立っていた。